# Istarski demokratski sabor
Istarski demokratski sabor (IDS) je hrvatska politička stranka regionalnog i socijalno-liberalnog opredjeljenja te dugo vremena najveća regionalistička stranka u Republici Hrvatskoj. Stranka je članica Saveza liberala i demokrata za Europu (ALDE). Stranka je utemeljena na Valentinovo 14. veljače 1990. godine, a prvi predsjednik i osnivač stranke je Ivan Pauletta. Trenutačni v.d. predsjednika IDS-a je Loris Peršurić. On je vođenje stranke do redovitih unutarstranačkih izbora kao potpredsjednik IDS-a preuzeo nakon ostavke dotadašnjeg predsjednika Dalibora Pausa

## Povijest
IDS je osnovan u zoru hrvatske demokracije, a u prvoj proklamaciji stajalo je: 'IDS su osnovali autohtoni Istrijani kako bi vratili duh svojih predaka koji nikada nisu bili svoji na svome!'. Za logo stranke odabran je zeleni krug s tri koze koje su predstavljale podjelu Istre na tri djela: hrvatski, talijanski i slovenski. Cilj IDS-a je, među ostalim, ta tri istarska djela ujediniti u euro-regiju Istru. 
IDS nije sudjelovao na prvim parlamentarnim izborima 22. travnja 1990., proglasio te izbore nedemokratskim i članstvu je preporučio da glasuju za SKH-SDP. Tada se IDS se zalagao za "konstituiranje Jugoslavije kao demokratske i legitimne federacije".
Prvi predsjednik i osnivač stranke bio je Ivan Pauletta, no već 1991. mijenja ga Ivan Jakovčić koji na čelu stranke ostaje sve do 2014. godine kada na tu poziciju dolazi Boris Miletić. Godine 2021. predsjednik stranke postaje Dalibor Paus. Ostavku daje 2025. godine nakon lokalnih izbora te v.d. predsjednika postaje Loris Peršurić, jedan od potpredsjednika stranke. 

## Lokalni izbori
Prvi veliki izbori na kojima se IDS pojavio bili su lokalni izbori 1993. kada je IDS u Istarskoj županiji dobio plebiscitarnih 74,2 % glasova. Time je osvojio čak 35 vijećnićkih mandata u županijskoj skupštini od ukupno 40. Za župana je postavljen Luciano Delbianco. IDS je također natpolovični broj vijećnika dobio u nekim jedinicama lokalne samouprave u Primorsko-goranskoj županiji (Opatija, Lovran, Matulji).
U IDS-u dolazi do raskola te Delbianco istupa iz stranke i osniva svoju stranku Istarski demokratski forum. Unatoč tome, na lokalnim izborima 1997. IDS je ponovno bio uvjerljiv i dobio 46,4 % glasova te s time 26 mjesta u županijskoj skupštini. Župan je postao Stevo Žufić.
Na lokalnim izborima 2001. u Istri IDS dobiva 51,8 % glasova što mu donosi 28 vijećnika u županijskoj skupštini. Župan postaje Ivan Jakovčić.
Na lokalnim izborima 2005., IDS dobiva u istarskoj županiji 40,7 % glasova i 20 vijećnika u skupštini. Prvi put nema većinu, no koalira sa SDP-om. Župan ostaje Ivan Jakovčić.
Na lokalnim izborima 2009. IDS izlazi u koaliciji s HNS-om. Koalicija dobiva 44,7 % glasova što IDS-u donosi 20 vijećnićkih mjesta u županijskoj skupštini. Ivan Jakovčić osvaja treći uzastopni mandat župana, ovoga puta kao neposredno izabrani župan. U drugome krugu dobio je 59,62 % glasova.
Na lokalnim izborima 2013. ponovno koaliraju s HNS-om i Zelenima, osvajaju 43,9 % glasova te ukupno 24 mjesta u županijskoj skupštini, dok IDS-ov kandidat Valter Flego s 55,04 % glasova u drugome krugu postaje istarski župan pobijedivši Damira Kajina.
Na lokalnim izborima 2017. IDS u Istarskoj županiji koalira s HNS-om, HSLS-om, Zelenima i ISU-om. Dobivaju 56,78 % glasova i apsolutnu većinu u županijskoj skupštini. IDS-ov kandidat Valter Flego premoćno je osvojio drugi mandat župana dobivši 65,61 % glasova u prvome krugu. IDS je pobijedio u devet od 10 gradova u Istarskoj županiji te ponovno osvojio nekoliko vijećničkih mjesta u gradovima i općinama susjedne Primorsko-goranske županije.
Veliki pad broja glasova IDS je doživio na lokalnim izborima 2021. Na razini Istarske županije koalira s ISU-om i Zelenima. Dobivaju 42,68 % glasova i većinu u županijskoj skupštini. Međutim, IDS je izgubio mjesto gradonačelnika u četiri od devet gradova (Pula, Pazin, Vodnjan, Buzet), te je tako pobijedio u pet od 10 gradova u Istarskoj županiji. IDS-ov kandidat Boris Miletić postao je župan osvojivši 50,05 % glasova u drugome krugu, te je pobijedio sa samo 40 glasova prednosti. Dana 5. veljače 2022. godine Boris Miletić istupio je iz IDS-a nakon što je stranka najavila stegovni postupak protiv njega zbog kršenja Etičkog kodeksa. Time je postao nezavisni župan.
Na lokalnim izborima 2025. IDS u Istarskoj županiji koalira s ISU-om, HSLS-om, HSU-om i Republikom. Osvajaju 30,41 % glasova te 12 od 37 članova županijske skupštine. IDS-ov kandidat za župana Dalibor Paus ispao je u prvom krugu sa 22,38 %. Po prvi puta u povijesti IDS nije izborio izvršnu vlast u Istarskoj županiji na izborima. Od deset gradova u Istri, IDS je ostao bez izvršne vlasti u Labinu, a vratio ju u Vodnjanu. Na taj način, IDS i dalje obavlja izvršnu vlast u pet gradova.

## Parlamentarni izbori
Godine 1992. na izborima za Zastupnički dom Sabora IDS dobiva 4 saborska zastupnika, Dina Debeljuha, Ivana Heraka, Ivana Jakovčića i Elija Martinčića.  Godine 1995. prijevremeno je raspušten zastupnički dom i održani su treći hrvatski parlamentarni izbori. Vladajuća stranka HDZ na čelu s predsjednikom Franjom Tuđmanom nastojala se okoristiti nacionalnom euforijom nakon Operacije Oluje i tako učvrstiti mandat koji je trebao trajati do 1996. godine. Brojnim izmjenama u izbornom zakonu koji je donesen prije raspuštanja zastupničkog doma nastojao se poboljšati rezultat vladajuće stranke. U takvim uvjetima IDS je koalirao s HNS-om, HSS-om, HKDU-om i S-BHS-om na republičkoj razini. Ova je lista dobila ukupno 14,17 % glasova (u Istri 60,6 %) i bila druga lista po snazi. 
Na četvrtim parlamentarnim izborima 3. siječnja 2000. godine koalicija IDS, HNS, HSS, LS, ASH osvaja 15,6 % (u Istri 51,3 %) glasova birača te s pobjedničkim SDP-om i HSLS-om uspostavlja vladu koalicije šest stranaka s Ivicom Račanom (SDP) kao premijerom, koja će se još zvati i "trećesiječanjskom vlašću". Vlada Ivice Račana tako je započela reintegraciju Hrvatske u međunarodnu zajednicu. Ivan Jakovčić je postao ministar eurointegracija. Ipak, nakon koalicijskih neslaganja, IDS 2001. izlazi iz vlade, iako i dalje podupire Račanovu vladu.
Nakon parlamentarnih izbora 2003. godine nova vladajuća stranka je HDZ kojima se priklonila i koalicija stranaka HSLS, DC. IDS i SDP poboljšali su odnose te koalirali u VIII. izbornoj jedinici i dobili 51,3 % glasova što je IDS-u omogućilo dobivanje četiri saborska zastupnika, kao i dotad.
Na parlamentarne izbore 2007. godine IDS prvi put izlazi samostalno. Dobiva 16,18 % glasova u VIII. izbornoj jedinici i tri saborska zastupnika.
Na parlamentarne izbore 2011. godine IDS izlazi u koaliciji sa SDP-om, HNS-om i HSU-om. U VIII. izbornoj jedinici dobivaju 11 saborska zastupnika, od čega IDS-u pripada tri. Ova koalicija formirala je vladu, te je IDS-u pripalo mjesto ministra turizma. Za ministra je imenovan Veljko Ostojić, a tijekom mandata podnio je ostavku, te ga nasljeđuje Darko Lorencin.
Damir Kajin je 3. siječnja 2013. objavio kandidaturu za istarskog župana, mimo stranačke procedure te je istog dana izbrisan iz stranke. Time je prestao biti potpredsjednik IDS-a, a stranka je izgubila jedan saborski mandat.
Na parlamentarne izbore 2015. godine IDS izlazi u koaliciji s PGS-om i Listom za Rijeku. U VIII. izbornoj jedinici dobivaju 19,77 % glasova i 3 saborska zastupnika te su svi pripali IDS-u.
Na prijevremenim parlamentarnim izborima 2016. godine IDS ponovno predvodi koaliciju s PGS-om i Listom za Rijeku. Ponovno dobivaju tri saborska zastupnika uz 22,79 % glasova u VIII. izbornoj jedinici. Sva tri zastupnika dobio je IDS.
Na parlamentarnim izborima 2020. godine IDS je dobio tri saborska zastupnika, a na izbore je izašao u "Restart" koaliciji koju je predvodio SDP. Ta je koalicija dobila 44,43 % glasova u VIII. izbornoj jedinici i 8 zastupnika. Sredinom 2023. godine iz IDS-a je istupio saborski zastupnik Marin Lerotić čime je IDS spao na dva saborska zastupnika, a Lerotić je postao nezavisni zastupnik.. Prije toga, Lerotić je kazneno prijavljen da je iz pulskog gradskog poduzeća Castrum otuđio hladnjak za vino.
Na izbore 2024. godine IDS u 8. izbornoj jedinici izlazi s PGS-om, ISU-om, Unijom Kvarnera, Reformistima, Socijaldemokratima, Laburistima i Demokratima. Lista je dobila 15,92 % glasova te dva saborska zastupnika (oba iz redova IDS-a).

## Predsjednički izbori
Na predsjedničkim izborima 2009. IDS prvi puta izlazi s vlastitim kandidatom – Damirom Kajinom. On je u prvome krugu dobio 3,87 % glasova, dok je u Istri bio kandidat s najviše osvojenih glasova (35,41 %). U drugome krugu IDS je dao podršku Ivi Josipoviću, kandidatu SDP-a.

## Izbori za Europski parlament
IDS je na izbore za Europski parlament 2014. godine izašao u koaliciji sa SDP-om, HNS-om, HSU-om i SDSS-om, a kandidat IDS-a bio je Ivan Jakovčić. Lista je dobila četiri zastupnička mjesta, Jakovčić nije izravno izabran, no postao je zastupnik kao zamjenik europskom povjereniku Nevenu Mimici (nespojivost dužnosti).
Na izborima za Europski parlament 2019. godine, IDS je nastupao kao dio Amsterdamske koalicije. Za koaliciju glasalo je 5,19 % birača, čime su osvojili jedan mandat. S 38,03 % preferencijalnih glasova, istarski župan i član IDS-a Valter Flego osvojio je taj mandat.
Krajem 2023. godine IDS je potpisao Sporazum o zajedničkom izlasku na iduće parlamentarne i europske izbore s PGS-om, Fokusom i Reformistima. Lista je dobila 5,61% glasova, što nije bilo dovoljno za osvajanje mandata.

## IDS i u Sloveniji
IDS je pod imenom 'Istrski demokratski zbor' postojao i u slovenskom dijelu Istre do 2014. godine. Tako je u Kopru osvojio vijećnika 1994. te u Izoli 1998.

## Čelnici kroz povijest
- Ivan Pauletta; 1990.
- Elio Martinčić; 1990. – 1991.
- Ivan Jakovčić; 1991. – 2014.
- Boris Miletić; 2014. – 2021.
- Dalibor Paus; 2021. – 2025.
- Loris Peršurić; 2025. - danas (v.d. predsjednika)

## Vodstvo stranke
- Valter Glavičić – potpredsjednik
- Marko Paliaga – potpredsjednik
- Ariana Brajko Gall – potpredsjednica
- Elena Puh Belci – potpredsjednica
- Saša Škrinjar – glavni tajnik
- Vladimir Torbica – predsjednik Savjeta IDS-a

## Istaknuti članovi stranke
- Ivan Jakovčić – bivši predsjednik IDS-a, saborski zastupnik, ministar europskih integracija, istarski župan i zastupnik u Europskom parlamentu
- Dalibor Paus – saborski zastupnik i bivši predsjednik IDS-a
- Loris Peršurić - saborski zastupnik, gradonačelnik Poreča i v.d. predsjednika IDS-a

## Vanjske poveznice
- Istarski demokratski sabor – Dieta democratica istriana